# مايك شارب
مايك شارب هو مصارع محترف كندي، ولد في 28 أكتوبر 1951 في هاميلتون في كندا، وتوفي بنفس المكان في 17 يناير 2016.

## وصلات خارجية
- مايك شارب على موقع CageMatch worker (الإنجليزية)
- مايك شارب على موقع قاعدة بيانات المصارعة على الإنترنت (الإنجليزية)
- مايك شارب على موقع عالم المصارعة على الإنترنت (الإنجليزية)
- مايك شارب على موقع عالم المصارعة على الإنترنت (الإنجليزية)

- مايك شارب على موقع IMDb (الإنجليزية)